# Суатколь (озеро, Жамбылский район)
Суатколь или Узынколь — озеро в Жамбылском районе Северо-Казахстанской области Казахстана. Находится в 16 км к западу от села Семиполки.
Название Узынколь означает «длинное озеро».
По данным топографической съёмки 1940-х годов, площадь поверхности озера составляет 1,3 км². Наибольшая длина озера — 2,1 км, наибольшая ширина — 0,8 км. Длина береговой линии составляет 5,2 км, развитие береговой линии — 1,28. Озеро расположено на высоте 157 м над уровнем моря.